# Dichaetomyia isolata
Dichaetomyia isolata är en tvåvingeart som beskrevs av Adrian C. Pont 1978. Dichaetomyia isolata ingår i släktet Dichaetomyia och familjen husflugor. Inga underarter finns listade i Catalogue of Life.